# Nekrotyczna plamistość kory jabłoni
Nekrotyczna plamistość kory jabłoni – choroba nieinfekcyjna jabłoni spowodowana toksycznością manganu.
Mangan jest jednym z pierwiastków niezbędnych dla wzrostu roślin, jednak jego nadmiar jest dla roślin szkodliwy. Zawartość manganu w roślinach zmienia się w zależności od fazy ich wegetacji; najwięcej zawierają go rośliny we wcześniejszych fazach rozwojowych, najmniej pod koniec wegetacji. Również jego rozmieszczenie w roślinie jest nierównomiernie. Największe jego ilości gromadzą się w liściach, stąd też w liściach obserwuje się objawy jego nadmiaru w postaci późno występującej chlorozy liści, żółtych, nekrotycznych plam na brzegach liści lub na całej powierzchni ich blaszki. Nekrotyczne plamy pojawiają się także na korze.
Przyczyną nadmiaru manganu zwykle bywa przenawożenie tym pierwiastkiem, ale wpływ na to ma również gleba. Zwiększa się niebezpieczeństwo zakłóceń w pobieraniu manganu na lekkich glebach o odczynie obojętnym, na glebach kwaśnych swieżo zwapnowanych, na glebach próchnicznych zalegających na podłożu wapiennym, na glebach przesuszonych i na glebach wapnowanych węglanem wapnia.